# Krsy
Krsy (německy Girsch) jsou obec v okrese Plzeň-sever v Plzeňském kraji. Celkem v ní žije 264 obyvatel.

## Historie
První písemná zmínka o Krsech je z roku 1183, kdy kníže Bedřich vesnici daroval manětínským johanitům. Ve čtrnáctém století zde byl postaven kostel svatého Vavřince, ke kterému později přibyla věž a během let prošel barokními a klasicistními úpravami.

## Obyvatelstvo
Při sčítání lidu v roce 1921 zde žilo 314 obyvatel (z toho 146 mužů), z nichž bylo devět Čechoslováků, 302 Němců a dva cizinci. Až na dva židy se hlásili k římskokatolické církvi. Podle sčítání lidu z roku 1930 měla vesnice 315 obyvatel: 26 Čechoslováků, 288 Němců a jednoho příslušníka jiné národnosti. S výjimkou šesti židů byli římskými katolíky.
| Rok            | 1869  | 1880  | 1890  | 1900  | 1910  | 1921  | 1930  | 1950 | 1961 | 1970 | 1980 | 1991 | 2001 | 2011 | 2021 |
| -------------- | ----- | ----- | ----- | ----- | ----- | ----- | ----- | ---- | ---- | ---- | ---- | ---- | ---- | ---- | ---- |
| Počet obyvatel | 1 506 | 1 360 | 1 366 | 1 322 | 1 243 | 1 171 | 1 156 | 482  | 436  | 352  | 254  | 197  | 217  | 202  | 267  |
| Počet domů     | 192   | 206   | 205   | 213   | 198   | 199   | 212   | 200  | 98   | 87   | 71   | 63   | 96   | 100  | 121  |

## Obecní správa

### Části obce
- Kejšovice
- Krsy
- Polínka
- Skelná Huť
- Trhomné

Součástí obce je i zaniklá osada Umíř.
Od 1. ledna 1986 do 23. listopadu 1990 k obci patřil i Blažim a od 1. ledna 1986 do 31. prosince 1991 také Krsov, Ostrov u Bezdružic a Pláň.

### Obecní symboly
Znak a vlajka byly obci uděleny rozhodnutím předsedy Poslanecké sněmovny Parlamentu České republiky dne 20. ledna 2005.

## Pamětihodnosti
- Kostel svatého Vavřince
- Fara (čp. 1)
- Venkovské usedlosti čp. 14, 15, 16, 17, 18 a 31
- Boží muka u silnice do Polínek asi 500 metrů severně od vesnice
- Krucifix při silnici do Trhomné
- Kříž při silnice do Trhomné
- Kříž při silnici do Olešína

## Galerie

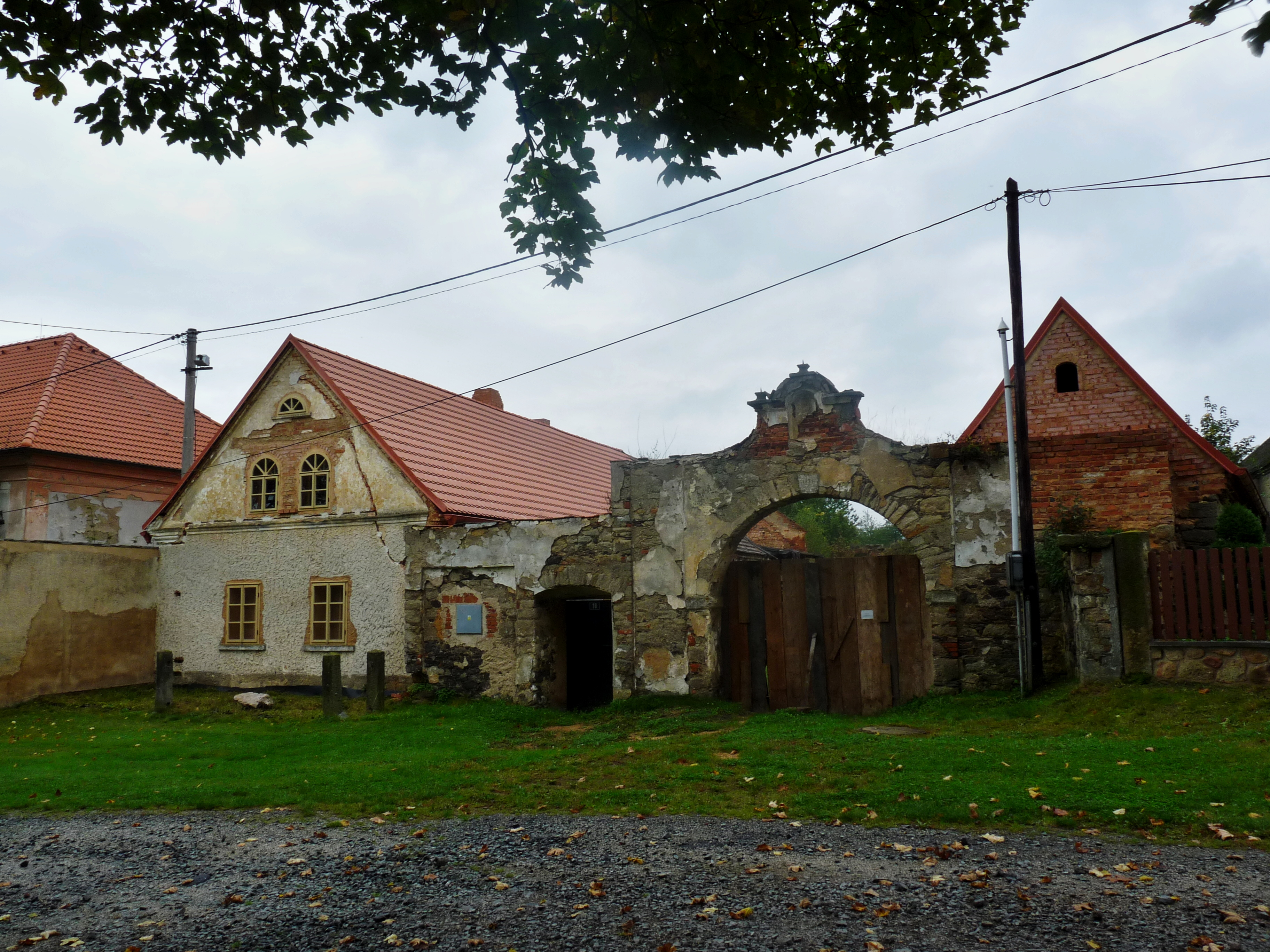
Statek čp. 18
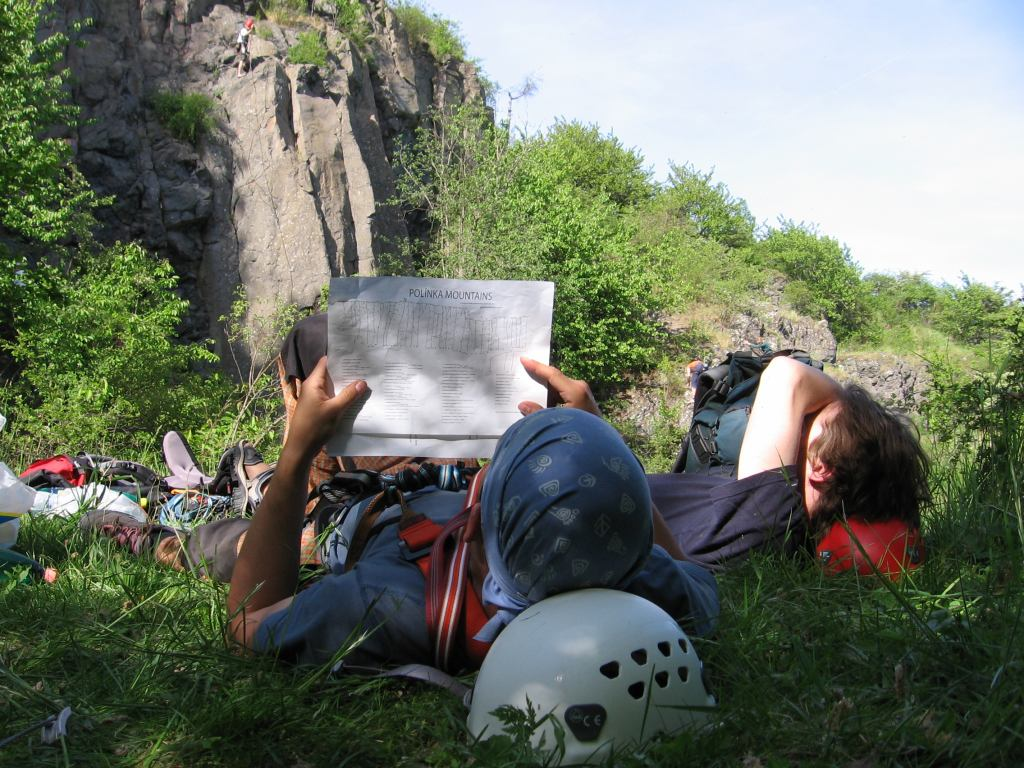
Polínský vrch nedaleko Krs